# Paddy Roy Bates
Patrick Roy Bates (nannte sich auch Prince Roy of Sealand; * 29. August 1921 in Ealing, London; † 9. Oktober 2012 in Leigh-on-Sea) war ein britischer Betreiber eines Piratensenders. 1967 gründete er das Fürstentum Sealand, eine international nicht anerkannte Mikronation.

## Leben
Paddy Bates ging zunächst zur Armee, in der er zuletzt den Rang eines Majors bekleidete. Danach betätigte er sich als Importeur in verschiedenen Geschäftsfeldern, bevor er sich eine kleine Flotte Fischerboote zulegte. 1965 gründete er den Piratensender Radio Essex.
Die Betreiber des Piratensenders Radio City vertrieb er von Knock John Tower, einer ehemaligen britischen Seefestung (Maunsell Fort) vor der Mündung der Themse, und strahlte von dort ab 1965 das Programm seines eigenen Piratensenders aus. Die Radiostation änderte ihren Namen im Oktober 1966 in Britain’s Better Music Station (BBMS), kurz bevor sie am Weihnachtstag 1966 abgeschaltet wurde.
Nachdem er beschuldigt worden war, gegen das britische Rundfunkgesetz verstoßen zu haben, übernahm er 1967 von Jack Moore die Festung Roughs Tower, ebenfalls eines der Maunsell Forts, welches jedoch wesentlich weiter vor der Küste, bereits in internationalen Gewässern lag.
Jack Moore hielt die Station eigentlich für den Betreiber des Piratensenders Radio Caroline besetzt, den irischen Geschäftsmann Ronan O’Rahilly. Als der von Bates Übernahme erfuhr, sandte er sofort ein paar Männer aus, um die Festung zurückzuerobern. Die wurden aber mit Benzinbomben und Schüssen vertrieben.
Ein Piratensender wurde auf Roughs Tower nicht mehr eröffnet, jedoch erklärte Paddy Roy Bates die Seefestung 1967 zum Fürstentum Sealand, welches zwar nicht als Staat anerkannt wird, aber immerhin als die weltweit bekannteste Mikronation gilt.
Bates und seine Frau Joan lebten aus gesundheitlichen Gründen zuletzt in Spanien; den Alltagsbetrieb hatten sie ihrem Sohn Michael überlassen.